# Alejandro Paker
Alejandro Paker (Rosario, 16 de septiembre de 1971) es un actor, cantante y bailarín argentino.
En julio de 2022 integra el jurado del programa televisivo Canta conmigo ahora, en el que se caracteriza por su fama de exigente, y malvado del programa.

## Carrera

### Cine
- 2007: Incorregibles.
- 2011: Juan y Eva.
- 2011: Encontrarás dragones.
- 2013: Caídos del mapa.
- 2015: Jess & James.
- 2017: Maracaibo.
- 2018: Deja la luz prendida.
- 2018: Mi obra maestra.
- 2020: El amor es más fácil.
- 2021: El perfecto David.

### Teatro
- 2007/2008: Musical Cabaret
- 2011: Cuentos de la India - Junto a Gustavo Monje y Silvia Pérez
- 2023/2024: Mamma Mia! El Musical - Junto a [[Florencia Peña[2]]] y [[Malena Ratner[3](actriz)]]

### Televisión
- 2005: Casados con hijos (participación en capítulos de la serie).
- 2008-2009: La maga y el camino dorado (serie).
- 2011: El pacto (serie).
- 2011: Peter Punk (serie).
- 2013-2014: Mis amigos de siempre (telenovela).
- 2016: La casa del mar (miniserie).
- 2022: Canta conmigo ahora (concurso de canto - dos temporadas).
- 2022: El encargado (serie).
- 2022: Bienvenidos a Bordo (programa de entretenimiento)
- 2023: Nada (serie).
- 2024: Selenkay (serie).

## Premios
- 2012: Premio Hugo a la mejor actuación protagónica masculina en musical, por Casi normales.